# Camille Alaphilippe
Pour les articles homonymes, voir Alaphilippe.
Camille Marie Paul Alaphilippe est un sculpteur et céramiste français né le 13 août 1874 à Tours et mort en Algérie après 1939.

## Biographie

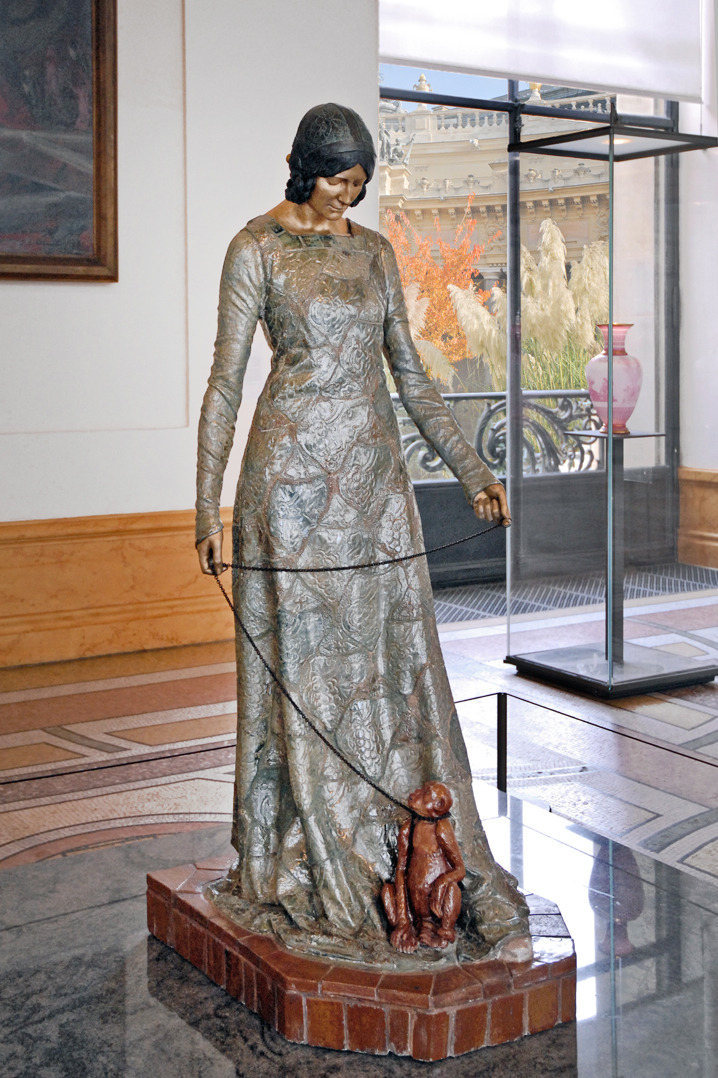
La Femme au singe (1908), grès et bronze, Paris, Petit Palais.

Camille Alaphilippe est élève de Jean-Paul Laurens et Louis-Ernest Barrias à l'École nationale supérieure des beaux-arts de Paris.
En 1898, il obtient le premier grand prix de Rome de sculpture  avec une statue ayant pour sujet Caïn après la mort d'Abel poursuivi par la vengeance céleste ou Caïn après la mort d'Abel entend la malédiction de l'Éternel.
Dès 1901, il s'intéresse à la céramique. Son art s'inscrit dans la mouvance de l'Art nouveau.
Avec son épouse, la sculptrice Avog, ils décorent les grands magasins Félix Potin du boulevard Malesherbes à Paris et le jardin de François Carnot.
En 1914, il est nommé directeur de la manufacture de grès flammés d'Alexandre Bigot à Mer (Loir-et-Cher).
Après la Grande Guerre, démobilisé, malade et ruiné, il se rend en Algérie. Responsable de la section sculpture à l'École des beaux-arts d'Alger, il a pour élève André Greck en 1925.
Il réalise le Monument à Raffi, à la mémoire d'un ancien maire d'Alger, ainsi que les monuments dédiés aux victimes de la guerre dans plusieurs villes d'Algérie : Tipaza, Mostaganem, Aïn Témouchent, Bordj Bou Arreridj, Bordj El Kiffan, Bougie, Batna, Guelma, Saïda et Tébessa.

## Œuvres dans les collections publiques
Algérie
- Alger :
  - Monument à Alphonse Raffi, 1939, bronze, œuvre disparue.
  - musée national des Beaux-Arts : Les Mains, bronze.
- Batna : Monument aux morts de Batna, 1925.
- Bordj El Kiffan : Monument au baron Chatelus de Vialar, 1934, buste en bronze, œuvre disparue en 1962[2].

France
- Nantes, jardin des plantes : Le Premier Miroir ou La Baigneuse au miroir, 1908, groupe en pierre[3].
- Paris :
  - avenue de Wagram : Céramic Hôtel, 1904, décor en faïence de la façade.
  - École nationale supérieure des beaux-arts : Caïn après la mort d'Abel poursuivi par la vengeance céleste, 1898, statue en plâtre[4].
  - Petit Palais : La Femme au singe, 1908, bronze et grès.
- Toulouse : Monument aux morts de Philippeville, 1926, bronze, initialement érigé à Skikda en Algérie, transféré en 1969 à Toulouse[5].
- Tours
  - jardin Mirabeau : Mystères douloureux… Et demain !!!, ou L'Enfant, 1905, groupe en marbre[6].
  - musée des Beaux-Arts :
    - Caïn après la mort d'Abel entend la malédiction de l'Éternel, 1898, statue en plâtre[7] ;
    - Monument à Suvée.

## Galerie

Œuvres de Camille Alaphilippe
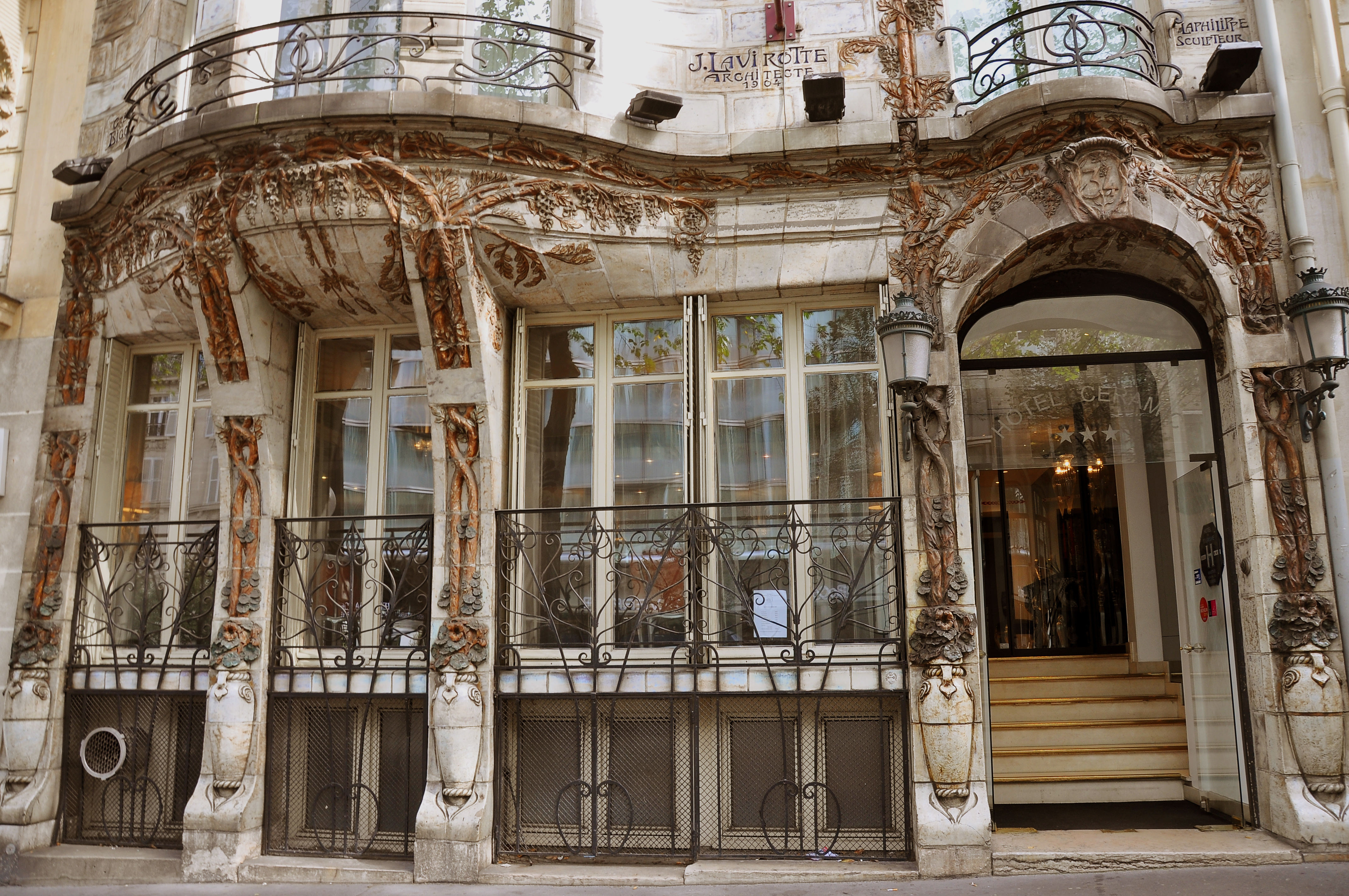
Détail de la façade du Céramic Hôtel (1904), Paris, avenue de Wagram, décoré de sculptures par Alaphilippe.
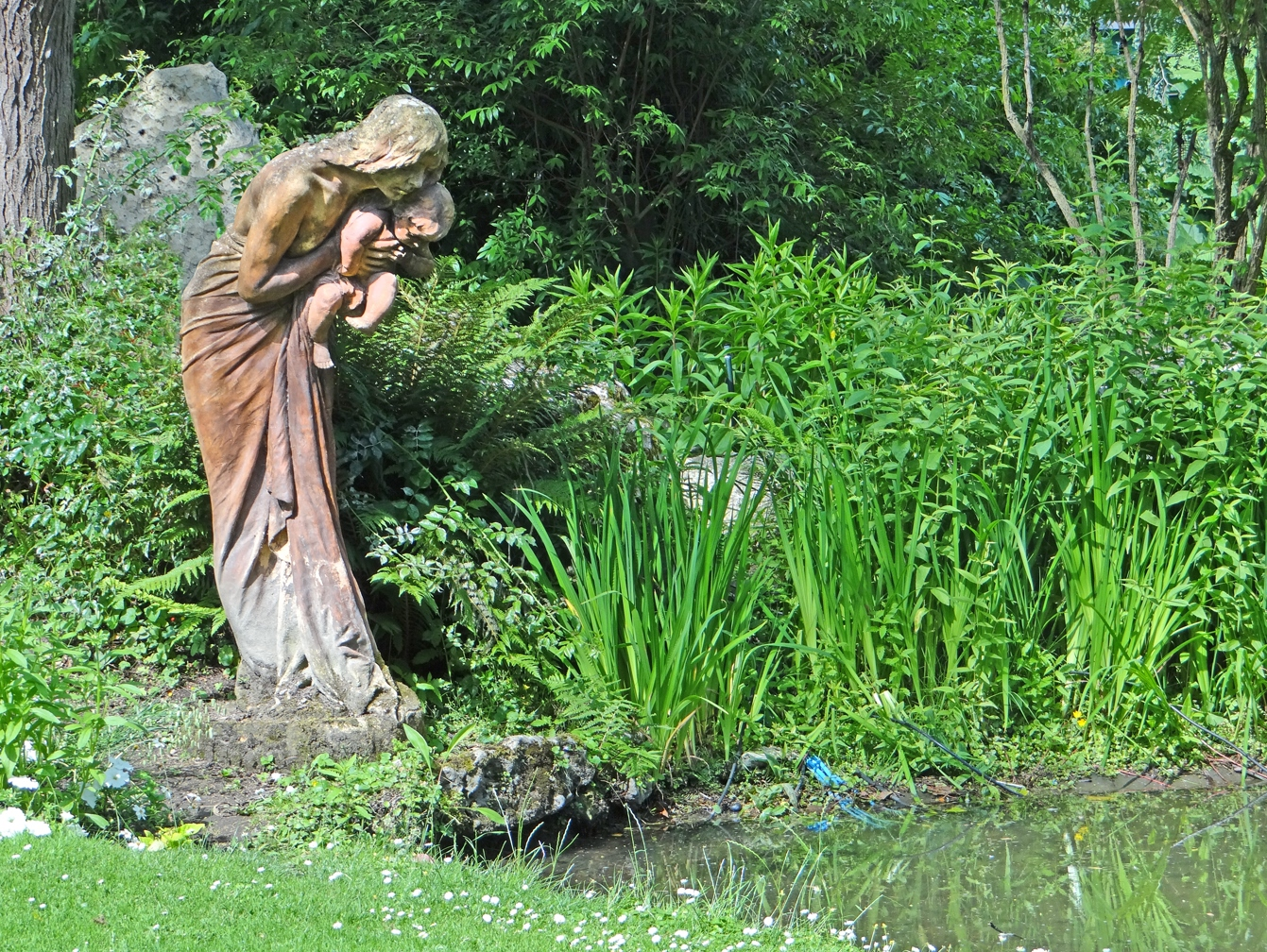
Le Premier Miroir (1908), jardin des plantes de Nantes.
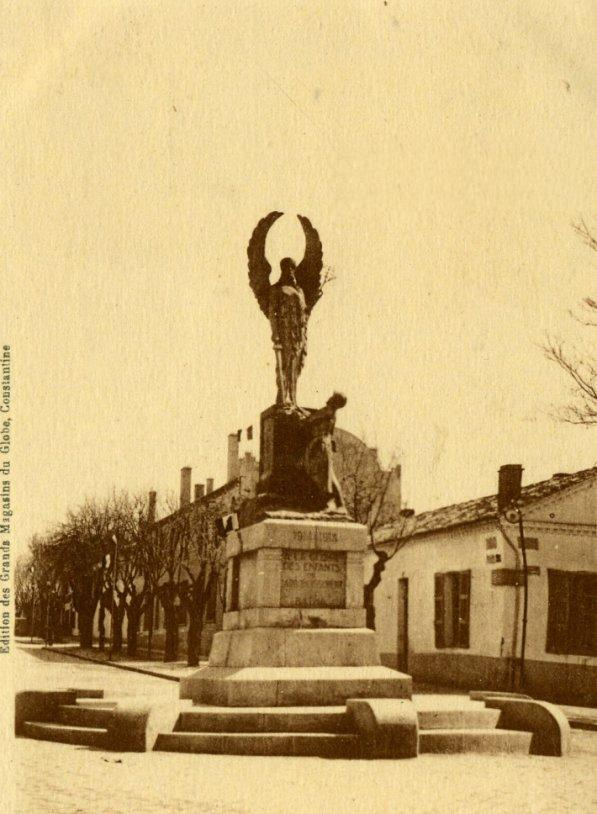
Monument aux morts de Batna (1925).
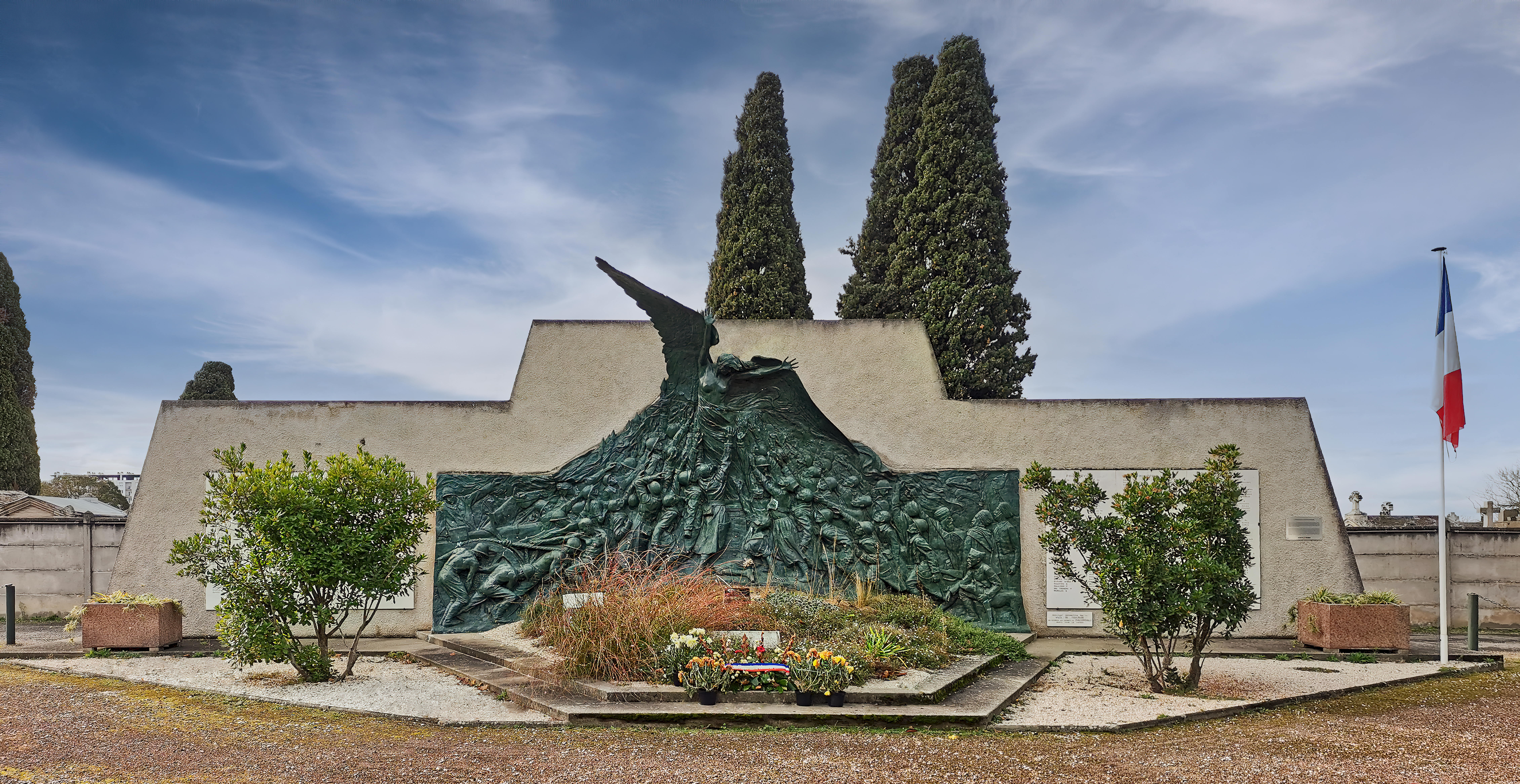
Monument aux morts de Philippeville (1926), Toulouse.